# Wörnitz (rivier)

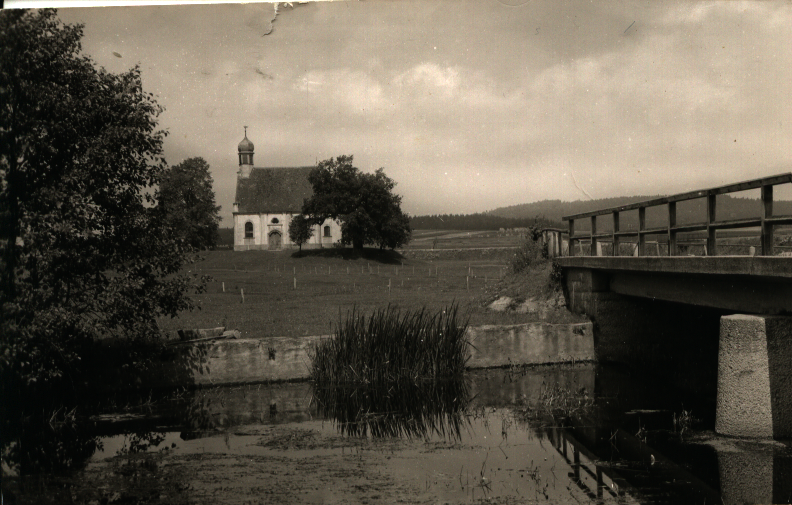
De Wörnitz en Wörnitzbrug bij Wilburgstetten

De Wörnitz is een 132,5 km lange linkerzijrivier van de Donau in Beieren, Duitsland.
Hij ontspringt in westelijk Beieren in Schillingsfürst, op de Frankenhöhe. Van daaruit vloeit de Wörnitz door de gemeenten Wörnitz, Dinkelsbühl en Wassertrüdingen, voordat hij bij Auhausen  het Nördlinger Ries binnenstroomt. Dit vlakke land is een meteorietkrater van meer dan twintig kilometer doorsnede waar de rivier in zuidelijke richting door stroomt. In Donauwörth mondt hij uit in de Donau.
De Wörnitz is bekend om zijn talrijke meanders en wordt daarom ook Schlangenfluss (slangenrivier) genoemd. Wegens de goede waterkwaliteit en de aangename stroomsnelheid liggen aan de Wörnitz meerdere badplaatsen, onder andere in Wassertrüdingen en Oettingen in Bayern.
De rivier is niet bevaarbaar. Zelfs voor kano's vormen de talrijke stuwen, behorende bij watermolens e.d., vrijwel onneembare hindernissen.
Zijrivieren zijn onder meer:
- de Sulzach bij Wittelshofen, met 42 km de langste linker zijrivier
- de Rotach bij Wilburgstetten
- de Eger bij Heroldingen, met 37 km de langste rechter zijrivier

- Gemeinsame Normdatei: 4066722-4
- Virtual International Authority File: 144128977